# Giorgi Kharadze
Giorgi Kharadze (en géorgien : გიორგი ხარაძე), né en 1984 à Tbilissi (Géorgie), est un violoncelliste franco-géorgien.

## Biographie
Il étudie au Conservatoire à rayonnement départemental de Blois et au Conservatoire à rayonnement départemental d'Orléans (avec Raphaële Sémézis), diplômé du Conservatoire national supérieur de musique et de danse de Paris en 2004 dans la classe de Roland Pidoux,  obtient son masters en 2008 dans la classe de Franz Helmerson à Cologne et l’académie de Kronberg.
Lauréat de plusieurs concours internationaux, dont les plus significatifs sont le Concours de violoncelle Rostropovitch à Paris (3ème prix, 2005) et le Grand Prix Emanuel Feuermann à Berlin (1er prix, 2006). En mars 2008, il a reçu le prix Beethoven Ring en tant que participant le plus remarquable au Festival Beethoven de Bonn, succédant ainsi au chef d'orchestre Gustavo Dudamel et aux violonistes Julia Fischer et Lisa Batiashvili, également Géorgienne.
Il se produit depuis l'âge de 15 ans avec des tournées en Grèce, en République Tchèque et dans les pays baltes. En septembre 2008, il participe à un concert caritatif à Paris pour venir en aide aux victimes du côté géorgien lors des hostilités russo-géorgiennes en Ossétie du Sud.

## Discographie
- Cello Fiesta! Concerto pour violoncelle en ut majeur, Hob. VIIb:1 de Joseph Haydn (soliste : Marie-Elisabeth Hecker), Pezzo Capriccioso en si mineur, op. 62 de Piotr Tchaikovsky (soliste : Giorgi Kharadze), Concerto pour violoncelle de Vaja Azarashvili (soliste : Giorgi Kharadze), Glosses Of Themes Of Pau Casals, op. 46 d'Alberto Evaristo Ginastrera (avec Giorgi Kharadze), La Fiesta de Chick Corea, arrangé pour deux violoncelles (avec Marie-Elisabeth Hecker et Giorgi Kharadze)  - 2008 - Profil Edition Günter Hänssler